# Praganus admirabilis
Praganus admirabilis är en insektsart som beskrevs av Mitjaev 1975. Praganus admirabilis ingår i släktet Praganus och familjen dvärgstritar. Inga underarter finns listade i Catalogue of Life.